# Маскути

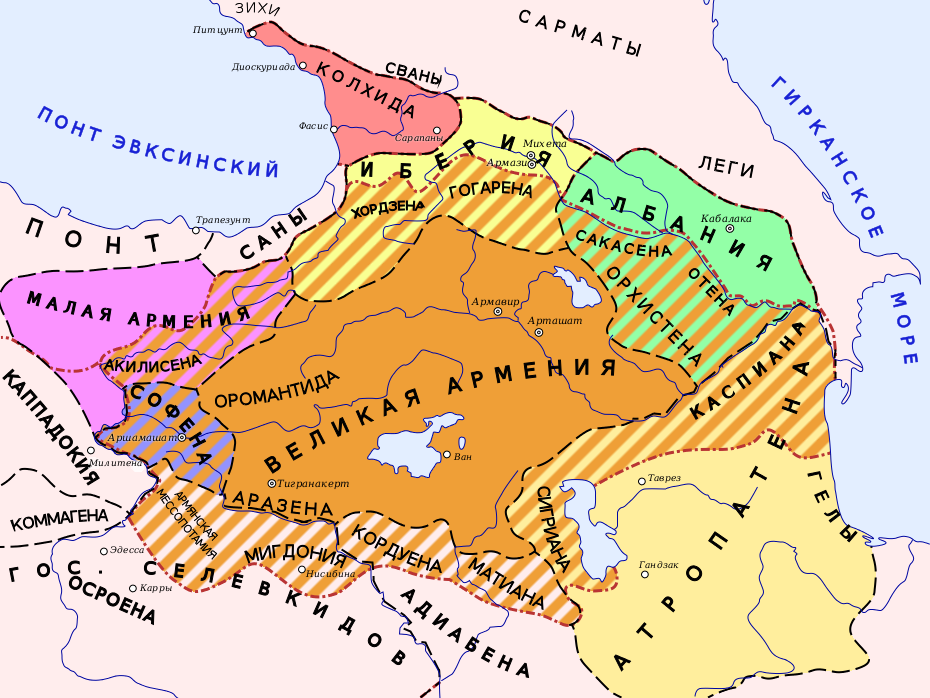
Закавказзя у II–I століттях до н. е., за «Світовою історією», т.2, М., 1956

Маскути — іраномовний народ, що населяв область Маскут, на північному сході сучасного Азербайджану й на півдні Дагестану.

## Походження та культура
Назва є, власне, варіантом імені масагетів, які населяли область із I століття. Останніх одні автори вважають найближчими родичами аланів,, інші ж, спираючись на свідчення Амміана Марцелліна й Діона Кассія — частиною аланського племінного союзу.. Археологічно маскути представлені катакомбним могильником IV–V століть на височині Паласа-сирт на південь від Дербента; поховальний обряд близький до албанського.
Вожді маскутів вели своє походження від роду Аршакідів, що панував у той час у Парфії та Вірменії. Існують гіпотези, що вони не були нащадками засновника парфянської династії Аршака, але належали до одного з ним роду кочових вождів.

## Область розселення маскутів
Область Маскут пролягала вздовж Каспійського узбережжя від гирла Кури до річки Самур, а в деяких епохах — до Дербента. На заході з Маскутом межувала Кавказька Албанія, на півдні, за Курою — область Пайтакаран; на північному заході, в горах Дагестану — область Лпінія.
Окрім власне маскутів, які кочували у напівпустельних прикаспійських степах, у районі Чоли жили: табасарани, албани, сильви, леги, хечмітаки, гуни, хозари.
Вірменський географ VII століття Ананія Ширакаці перелічує маскутів серед «народів Сарматії» та каже, що вони живуть «біля самого Каспійського моря, куди сягають відроги Кавказу та де зведено Дербендську стіну, величезну твердиню в морі»

## Історія маскутів. Санатрук
Перша поява маскутів на історичній арені належить до IV століття до н. е.; однак вірменські джерела, що розповідають про цей факт, є суперечливими. Канва подій, відповідно до цих джерел, виглядає таким чином: в середині 330-их років до Санесана-Санатрука для проповіді християнства був відряджений 15-річний Григорій, онук Григорія, просвітителя Вірменії. Спочатку його місія удавалась, але невдовзі після смерті Трдата Санесан стратив Григорія, прив'язавши того до хвосту коня, прийняв царський титул (за Хоренаці) та разом із кавказькими племенами здійснив набіг на Вірменію (336). Цар Хосров III із патріархом Вртанесом сховались у фортеці Дарюнк (у Цопку), вірменське військо було розбито, маскути взяли вірменську столицю Вагаршапат та упродовж майже року хазяйнували у Вірменії, поки зрештою полководець Ваче Маміконян раптовим нападом на табір маскутів на горі Цлу-Глух не знищив основні сили їхнього війська; потім він вибив Санесана з Вагаршапата й цілковито знищив його армію поблизу з фортецею Ошакан. Голову Санесана він привіз царю Хосрову.
371 року маскути стали союзниками албанського царя Урнайра в набігу на Вірменію; проте їхні сили розбив вірменський полководець Мушег Маміконян.
Під час повстання албанського царя Ваче проти персів (457) маскути як його союзники брали участь в облозі Чора (Дербента). За албанського царя Вачагана III, після 488 року, область відійшла до Албанії. Однак невдовзі, 510 року, вона стала перською провінцією (марзпанством) зі столицею в Чолі. Це місто було перебудовано за вказівкою Хосрова I Ануширвана та перейменовано на Дербент. У 628–630 роках Маскут пережив навалу хозарів, а потім увійшов до складу держави албанського правителя Враз-Трдата та його сина Джеваншира, які мали титул «царів Албанії, Лпінії та Чоли» . 692 року область вперше захопили араби. Тоді ж арабський полководець Мерван бен Мухаммед відвідав в області хозарів, невернених в іслам
За ісламської доби Маскут був відомий як Маскат, пізніше Мускур Останні згадки про маскутів належать до XI–XIII століть Про назву Маскута нині нагадують сучасний топонім Мушкур в Азербайджані та назва передмістя Баку, селище Маштагі. .